# Tagliata Val d’Assa

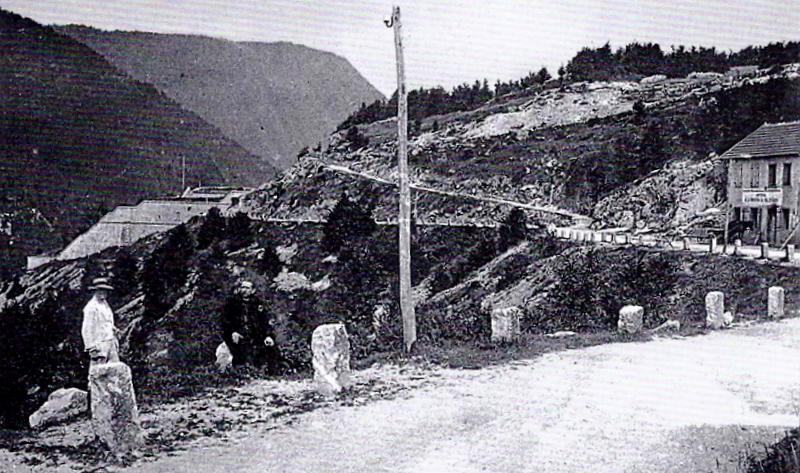
Tagliata Val d'Assa

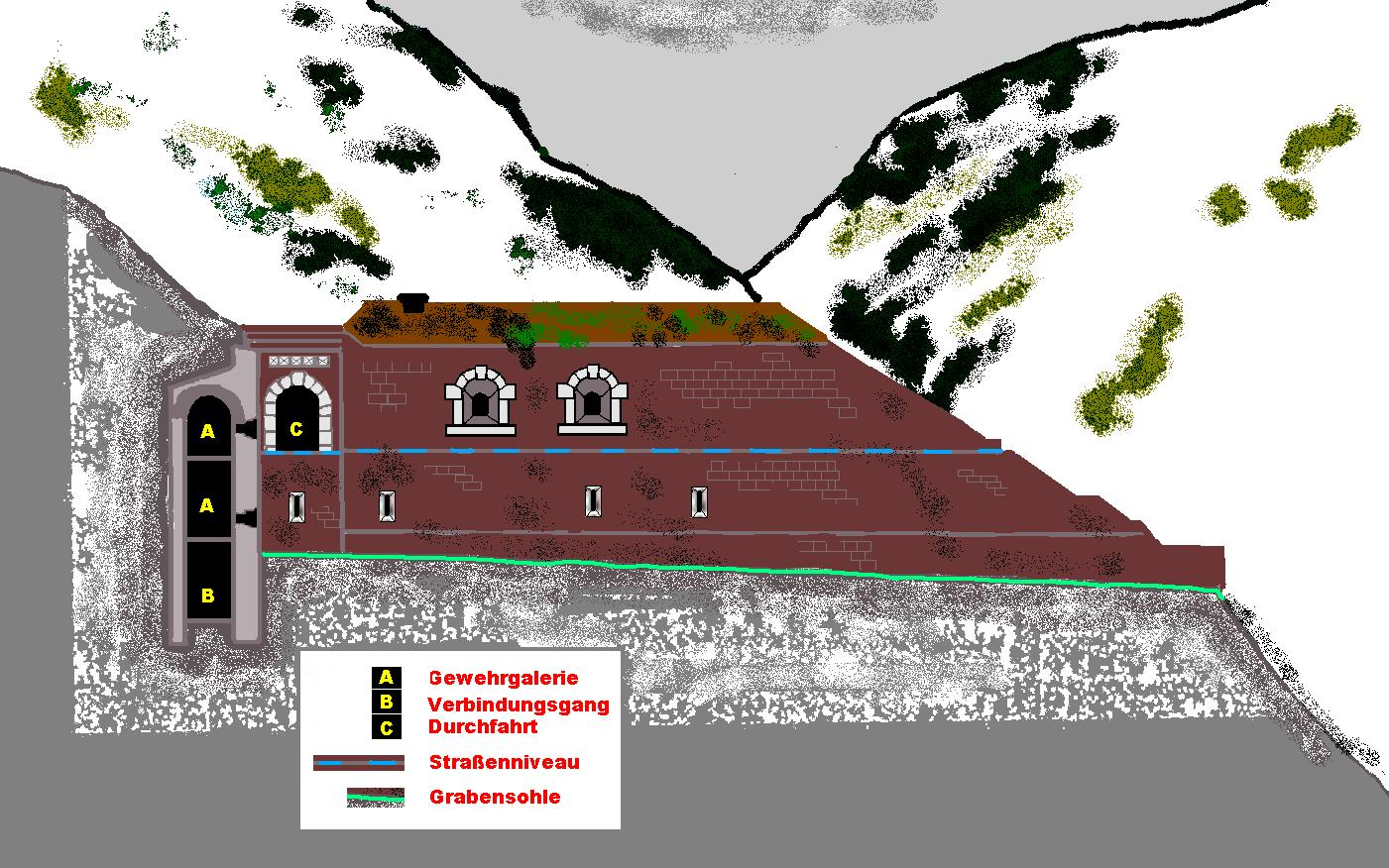
Kasemattblock der Frontseite mit angeschnittenen Graben und Gewehrgalerien

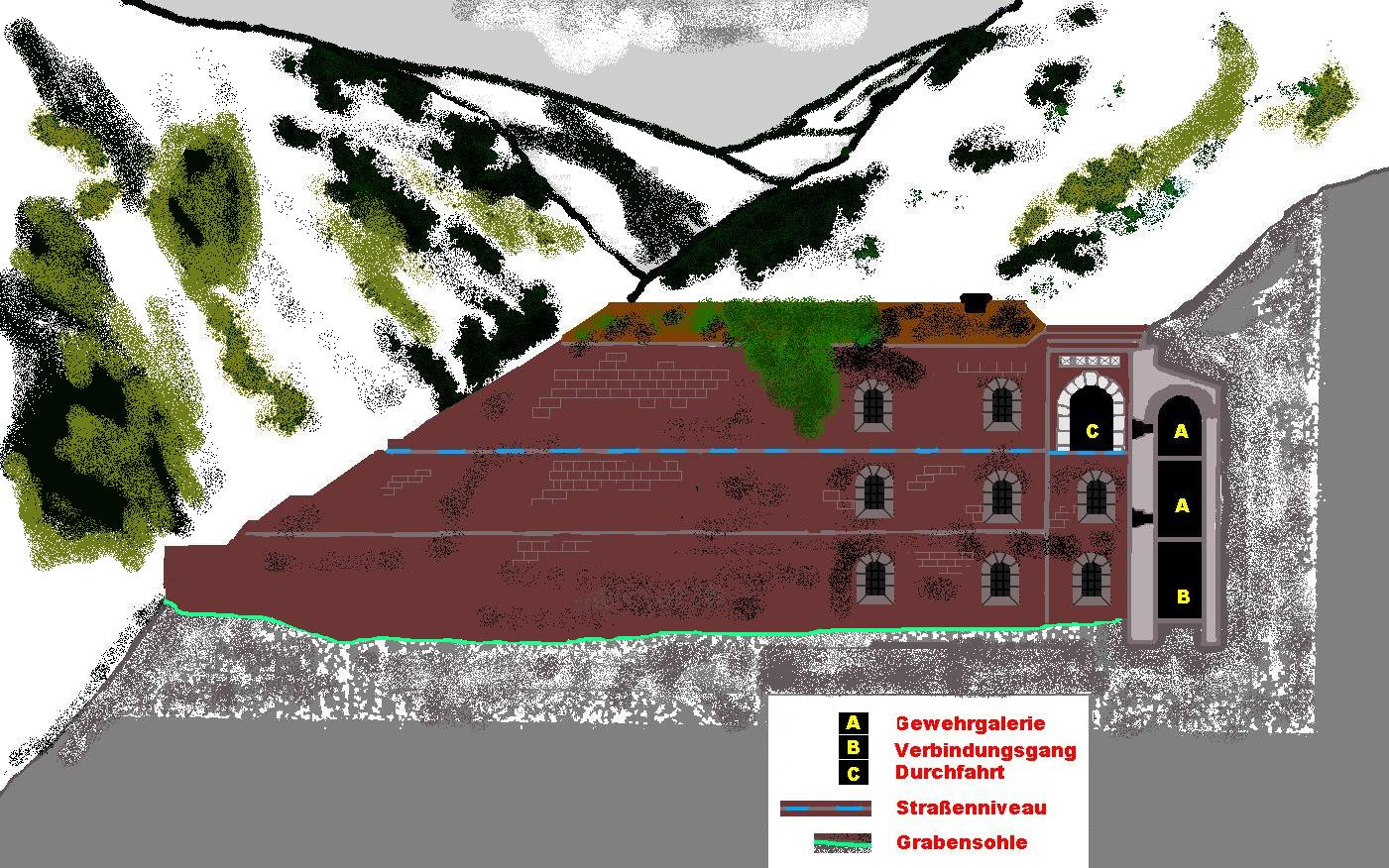
Kasemattblock der Kehlseite mit angeschnittenen Graben und Gewehrgalerien

Die Tagliata Val d’Assa, (dt.: Straßensperre Assatal) war ein italienisches Verteidigungsbauwerk an der Reichsgrenze zu Österreich-Ungarn.
Sie lag auf 950 Metern Höhe in der Provinz Vicenza etwa zwei Kilometer nördlich von Asiago und westlich der Ortschaften Rodighieri und San Domenico. Die Sperre gehörte zum zweiten Abschnitt der ersten italienischen Reichsbefestigungsperiode und wurde zwischen 1887 und 1892 fertiggestellt. Eine friedensmäßige Truppenbelegung war nicht vorgesehen, die Kriegsbesatzung dürfte etwa zwischen 40 und 70 Mann Infanterie und 20 bis 30 Mann Artillerie betragen haben.

## Beschreibung
Es handelte sich um ein aus Bruchsteinen errichtetes Bauwerk, das die hier auf einer etwa 35 Meter breiten Längsstufe eines Abhanges verlegte Straße vollständig abriegelte. Die rechte (östliche) Seite lehnte sich an den Berg an (Monte Rasta), die linke Seite war zum Steilhang des Assa Bachbettes hin abgeschrägt. Die Sperre bestand aus einem frontseitigen Kasemattenkorps (10,50 m × 33,60 m) und einem kehlseitigen Kasemattenkorps (8,20 m × 24 m), die durch einen schmalen Hof voneinander getrennt waren. Vor der Front lag ein vier Meter breiter und sechs Meter tiefer Graben, vor dem Kehlblock ein solcher von vier Metern Breite und acht Metern Tiefe. Beide Gräben verliefen sich im Steilhang zum Bachbett. Die Straßendurchfahrt führte auf der Bergseite durch das Bauwerk, war beidseitig mit einer Zugbrücke versehen und mit eisernen Toren verschlossen.

Der frontseitige Kasemattblock war zweigeschossig und hatte im oberen, auf Straßenniveau liegenden Stockwerk zwei Ausschussöffnungen für je eine 12-cm-Kanone und eine Gewehrscharte. Im unteren Stockwerk befanden sich vier Gewehrscharten zur Grabenverteidigung.

Der Kehlblock bestand aus drei Etagen mit insgesamt zwölf Kasematten, die zur Mannschaftsunterbringung und als Magazin genutzt wurden.

Bergseitig waren in Höhe der Zugbrücken Hohlräume in den Fels gesprengt und mit einer vorgelegten Mauer verschlossen worden. Darin befanden sich bis vor das Bauwerk vorgezogene, zweistöckige Gewehrgalerien zur flankierenden Grabenverteidigung mit je 2 × 3 Gewehrscharten.

Auf die Hohlräume hatte man eine etwa zwei Meter starke Erddecke gelegt. Diese konnte zur Infanterieverteidigung eingerichtet werden.

## Aufgabe
Aufgabe der Anlage war – zusammen mit den ebenfalls 1892 errichteten Caserma Interrotto und Batterie Monte Rasta – die Sperrung der Fahrstraße im oberen Assatal und die Sicherung des Hochplateaus von Asiago. Der Schussbereich der Sperre lag auf der Straße und der Talsohle bis zum Val Grubach, jedoch gab es einige tote Winkel, bedingt durch die Windungen der Straße und den dichten Waldbestand, der bis unmittelbar an die Straße heranreichte. Die Fahrstraße als solche verdiente nur bis zur Osteria del Ghertele (heute Albergo Ghértele – cimbrisch = kleines Gärtchen) diese Bezeichnung. Von dort an bis zur österreichisch-ungarischen Reichsgrenze bestand sie nur als fast unpassierbarer Karrenweg. Da dieses Werk, bedingt durch seine Lage, infanteristisch als sturmfrei anzusehen war und auch im direkten Beschuss durch Flachfeuer nicht bekämpft werden konnte, hätte man nur schwere Mörser einsetzen können, was jedoch durch den Zustand der Straße nicht ohne langwierige Vorbereitungen möglich gewesen wäre. Dadurch hätte die Straßensperre durchaus ihrer Aufgabe gerecht werden können. Schwachpunkt des Komplexes jedoch war die Caserma Interrotto, die zur Flankendeckung dienen sollte, für diesen Zweck aber völlig ungeeignet war. Nach dem Fall dieser Befestigung wäre der Zustand der Sperre unhaltbar geworden, da sie nun von oben über den Monte Rasta angegriffen werden konnte.

## Kriegsgeschehen
Bei Kriegsbeginn wurde die Anlage desarmiert und die Geschütze in offenen Feldstellungen verwendet. Am 24. Mai 1916 (anlässlich der österreichisch-ungarischen Offensive über die Sieben Gemeinden) war die Sperre von einer Küstenhaubitze 42 cm mit drei Schüssen belegt worden. Ob dabei Treffer erzielt wurden, konnte nicht mehr festgestellt werden. Unsicher über die tatsächliche Lage der Caserma Interrotto und ihre eigene Situation falsch einschätzend, gaben die Italiener am gleichen Tage die Position als unhaltbar auf und sprengten um 20:45 Uhr die Anlage. Die Sprengung erfolgte weniger, um den Österreichern das Bauwerk nicht in die Hände fallen zu lassen, als vielmehr, um die Straße unpassierbar zu machen. Diese Maßnahme war von Erfolg gekrönt, insbesondere da noch zwei vorbereitete Minenschächte zwischen der Straßensperre und der Einmündung des Galmarara-Baches gezündet und die Straße auf etwa 70 Metern verschüttet wurde.

Durch diese Sprengungen wurde der Vormarsch des III. Armeekorps erheblich behindert. Am 28. Mai 1916 begannen zwei Pionierkompanien mit den Aufräumarbeiten und der Gangbarmachung der Straße. Da die Durchfahrt zwischen den stehen gebliebenen Bauwerksteilen nur drei Meter breit war, wurden diese von den österreichisch-ungarischen Pionieren gesprengt und der Schutt in die Gräben beziehungsweise in die Schlucht des Assa-Baches geworfen. Lediglich die bergseitige Gewehrgalerie hinter der Stützmauer blieb erhalten, war jedoch stark beschädigt und wurde bereits im Juni 1916 als einsturzgefährdet bezeichnet.
Im Rahmen der Straßenbaumaßnahmen der Mussolini-Ära wurden die noch vorhandenen Reste der Tagliata Val d’Assa entfernt. Es ist nichts mehr vorhanden, lediglich die sich heute etwa an dieser Stelle befindliche Albergo alla Tagliata erinnert noch an das Bauwerk.